# Nigryzm
Nigryzm – forma melanizmu polegająca na zwiększeniu istniejących już czarnych lub ciemnych elementów desenia w ubarwieniu zwierząt. Jest efektem wzrostu ciemnej pigmentacji w powłoce ciała.